# Ірфан Пельто
Ірфан Пельто (босн. Irfan Peljto; нар. 18 липня 1984, Сараєво, Соціалістична Республіка Боснія і Герцеговина, СФРЮ) — боснійський професійний футбольний арбітр, який працює на матчах боснійської Прем'єр-ліги — найвищої за рангом футбольної ліги країни. Він є чинним арбітром ФІФА з 2015 року і входить до елітної категорії арбітрів УЄФА.
Пельто — єдиний боснійський арбітр в історії, який коли-небудь працював на матчах групового етапу Ліги чемпіонів УЄФА.

## Кар'єра
У 2013 році Пельто почав судити матчі боснійської Прем'єр-ліги. Свій перший матч як арбітр першої за рангом футбольної ліги Боснії та Герцеговини провів 27 липня 2013 року, коли між собою зіграли «Рудар Прієдор» та «Раднік Бієліна». 2015 року його включили до списку арбітрів ФІФА.
2 липня 2015 року Пельто дебютував у єврокубках як арбітр матчу кваліфікації Ліги чемпіонів УЄФА між клубами «Ла Фіоріта» та «Вадуц». Гра закінчилася з рахунком 0:5. Надалі окрім цього турніру також судив матчі Юнацької ліги УЄФА.
Свій перший матч між національними збірними відсудив 8 червня 2019 року, коли Бельгія обіграла з рахунком 3:0 Казахстан в матчі Добору на чемпіонат Європи з футболу 2020 року.
У 2019 році був одним з головних арбітрів юнацького чемпіонату Європи до 19 років, що відбувався у Вірменії, де працював на трьох поєдинках — двох матчах групового етапу та фінальній грі Португалія — Іспанія (0:2).
На початку 2021 року Пельто став одним з 12 арбітрів, запрошених працювати на матчах групового етапу молодіжного чемпіонату Європи 2021 року в Угорщині та Словенії, де відсудив дві гри.
24 листопада 2021 року Пельто провів свій перший матч групового етапу Ліги чемпіонів УЄФА між «Бешикташем» та «Аяксом», ставши першим арбітром з Боснії та Герцеговини, який працював на матчах Ліги чемпіонів УЄФА.